# Mulifanua
Mulifanua is een plaats in Samoa en is de hoofdplaats van het district Aiga-i-le-Tai op het eiland Upolu.